# 삭스 (알리칸테도)
삭스(Sax, 스페인어 발음: [ˈsaks], [ˈsas], 카탈로니아어 발음: Saix[ˈsajʃ])는 발렌시아 공동체 알리칸테 지방 알트 비나로포의 코마르카에 있는 자치체이다.

## 역사
이 지역에는 청동기 시대의 고고학적 유물이 있으며, 이베리아 묘지와 로마 빌라 유적도 있다. Reconquista의 후반 단계에서 삭스 지역은 캐스타일과 아라곤 사이의 긴장의 초점에 있었다. Aragon의 제임스 I.이 모스로부터 그것을 정복했기 때문이다. 하지만 투딜렌과 카졸라의 조약에 따라 캐스타일에 유보되어야 했다.
성은 빌레나(Villena), 비아르(Biar)의 클네르테라(clnerthera)와 함께 코마르카의 3대 주요 요새 중 하나이다. 탑 중 하나의 기초는 로마인의 것이고 다른 하나는 무어인의 것이다.(10~12세기)승천 교회(16세기)카사 프네크(Casa Fnek)는 버려진 집에 위치한 현대 미술관이다.

## 출신 인물
- 알베르토 솔스 가르시아(1917~1989), 생화학자, 삭스 태생